# The Whole Shebang
The Whole Shebang är en film från 2001 i regi av George Zaloom. Medverkande i filmen är bland andra Stanley Tucci, Bridget Fonda och Giancarlo Giannini.

## Handling
Familjen Bazinni i New Jersey har ett familjeföretag som tillverkar fyrverkerier. Hela fabriken och arvtagaren Frank sprängs i luften. Den konkurrerande fyrverkerifirman, som drivs av familjen Zita försöker få en son att uppvakta Franks nyblivna änka Val (Bridget Fonda) för att kunna ta över Bazinni företaget nu när de står utan arvtagare. I Neapel bor Giovanni Bazinni (Stanley Tucci), en släkting till den amerikanska Bazinnifamiljen. Han är en fattig och självmordsbenägen musiker. Han skickas till New Jersey för att ärva företaget.